# ガビ門
ガビ門（イタリア語: Arco dei Gavi）は、イタリアのヴェローナにある古代ローマ時代の門。

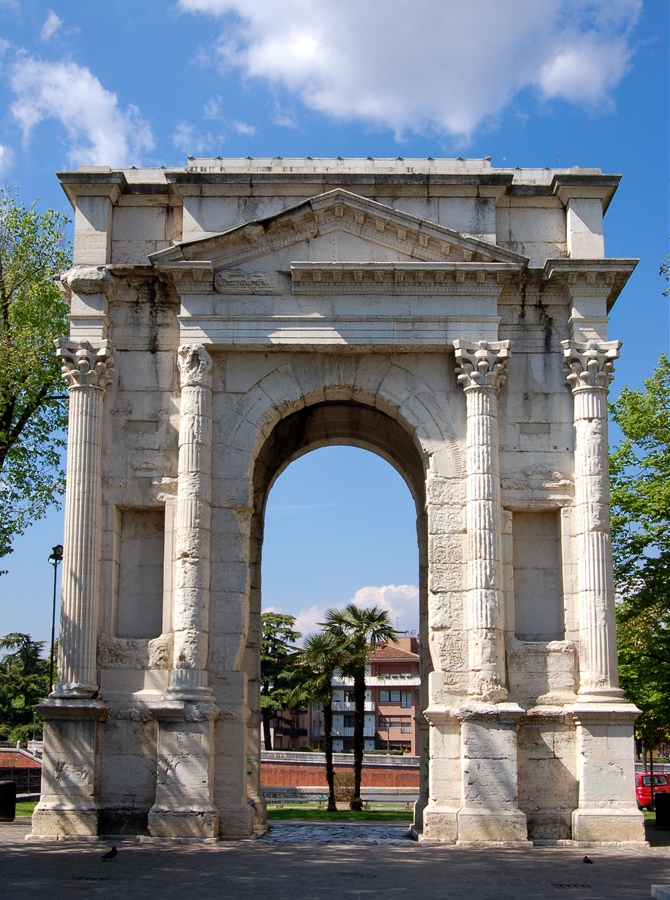
ガビ門

ガビ門は古代ローマ時代の市街地を取り囲む城壁の外にあり、市内からメディオラヌム（現 ミラノ）に向かうポストゥミア街道の途中に建てられていて、街の入口であったボルサーリ門から550mの位置にある。この門は、当時の街の有力者であったガビ家(英語版)が1世紀に建てたものである。1805年、交通の妨げになるとして取り壊されたが、1932年に元の場所から少し離れたカステルヴェッキオ広場（Piazzetta Castel Vecchio）に再建された。建設当時の門は、現在の位置の115m西南西のカステルヴェッキオの前を通るカヴール通り（Corso Cavour，かつてのポストゥミア街道）であり、かつての門の位置（時計のある塔の前）は路面に石版が埋め込まれて明示されている。

## アクセス
- ATVバス（市バス） P.za Pasque Veronesiバス停またはL.go Don Boscoバス停が至近
- ヴェローナ・ポルタ・ヌオーヴァ駅の北北東約1.2km